# Choneteuthis
Choneteuthis is een geslacht van inktvissen uit de familie van de Sepiolidae.

## Soorten
- Choneteuthis tongaensis Lu & Boucher-Rodoni, 2006